# Un sac de billes (roman)
Pour les articles homonymes, voir Un sac de billes.
Un sac de billes est un récit autobiographique de style libre écrit par Joseph Joffo, avec l'aide de Claude Klotz (Patrick Cauvin), publié en 1973. Traduit en 18 langues, le livre a connu un vif succès en librairie (20 millions de livres vendus dans 22 pays) 
L'histoire se déroule entre 1941 et 1944 pendant la Seconde Guerre mondiale, où deux jeunes frères juifs doivent fuir à travers la France occupée par l'Armée allemande.

## Résumé
L'action se situe dans la France des années 1940. Joseph, le narrateur, est âgé de 10 ans au début du récit. C'est un petit parisien assez heureux vivant dans le 18e arrondissement de Paris, dernier d'une famille de sept enfants (dans l'ordre : Madeleine, Henri, Albert, Rosette, Esther, Maurice et Joseph). Il est très proche de son grand frère Maurice, deux ans plus âgé que lui. Ils fréquentent l'école Ferdinand-Flocon. Mais les Allemands occupent Paris et en viendront à imposer aux Juifs, en juin 1942, le port de l'étoile jaune. Pressentant le pire, les parents de Joseph organisent la fuite de la famille en zone libre.
Maurice et Joseph partent ainsi seuls un jour (début 1942) pour rejoindre Albert et Henri à Menton. Leur traversée de la ligne de démarcation à Hagetmau se passe sans problème, Maurice allant jusqu'à faire passer dans la nuit la ligne à un groupe et gagner ainsi 20 000 francs. Après une longue route semée de dangers et un passage par Marseille, ils retrouvent leurs grands frères à Menton.
Quatre mois plus tard, leurs parents sont arrêtés à Pau, internés au stade de la ville (qui était rattaché au camp de Gurs) puis libérés grâce à l'intervention d'Henri.
Les quatre frères rejoignent ensuite leurs parents arrivés à Nice. Ils rentrent à l'école de la ville en septembre 1942 où ils passent toute une année scolaire (ils suivent l'avancée des alliés qui débarquent en Afrique du Nord en novembre 1942 puis en Sicile en juillet 1943).
Dès leur arrivée à Nice, Maurice et Joseph sympathisent avec des soldats italiens et réalisent avec eux quelques trafics. Les Italiens mènent alors une « politique » différente des Allemands et des Français : pas d'arrestation de Juifs en zone occupée. Mais le répit ne dure qu'un temps pour la famille Joffo. Le 8 septembre 1943, le maréchal Pietro Badoglio signe la capitulation italienne tandis que l'Italie du sud poursuit la guerre du côté des Alliés. La zone d'occupation italienne est envahie par les Allemands (déjà présents en zone libre depuis novembre 1942).
La famille Joffo doit à nouveau se disperser. Maurice et Joseph sont envoyés se cacher dans un camp des Chantiers de la jeunesse (Moisson Nouvelle) à Golfe-Juan. Mais de passage à Nice, ils sont arrêtés et conduits à la Gestapo installée à l'hôtel Excelsior. Les deux frères nient être juifs et la Gestapo finit par libérer Maurice afin qu'il ramène des certificats de baptême catholique. Le curé de la Buffa (Église Saint-Pierre d’Arène, rue de la Buffa à Nice) les lui fournit et intervient pour obtenir la libération des deux garçons, soutenu par Paul Rémond, évêque de Nice. Libres, ils retournent à Moisson Nouvelle mais doivent vite fuir à nouveau.
Leurs parents sont restés cachés à Nice ; quand le père est arrêté (fin septembre ou début octobre 1943) et amené à l'hôtel Excelsior, Maurice et Joseph, qui viennent d'échapper de justesse à la Gestapo, risquent d'être arrêtés de nouveau.
Au début du mois d'octobre, ils passent chez leur sœur se trouvant à Ainay-le-Vieil (dans le Cher), puis chez Albert, Henri et leur mère à Aix-les-Bains en Savoie. De là, Maurice et Joseph vont se cacher dans un village, R. Maurice y travaille à l'hôtel de Commerce et Joseph est engagé comme coursier et hébergé jusqu'à la libération par Ambroise Mancelier, un libraire pétainiste qui ignore que Joseph est juif.
Le 8 juillet 1944, l'heure des comptes a sonné dans le village. Joseph sauve le libraire en déclarant qu'il savait qu'il était juif mais ne peut empêcher son arrestation. Mais lorsque Paris est libéré en août 1944, il l'abandonne pour retrouver sa famille qui a fini par regagner la capitale. Joseph prend le train pour Paris tandis que son frère Maurice, plus malin, se sert de la traction de son patron.
Le récit se termine par le retour de Joseph dans son quartier parisien et la mort de son père.

## Concordance historique

### Port de l'étoile jaune
En juin 1942, le journal officiel publia une ordonnance du « Militaerbefehlahaber in Frankreich » disposant : 1) Il est interdit aux juifs, dès l’âge de six ans révolus, de paraître en public sans porter l’étoile juive. 2) L’étoile juive est une étoile à six pointes ayant les dimensions de la paume d’une main et les contours noirs. Elle est en tissu jaune et porte, en caractères noirs, l’inscription « Juif ». Elle devra être portée bien visiblement sur le côté gauche de la poitrine, solidement cousue sur le vêtement. Les infractions à la présente ordonnance seront punies d’emprisonnement et d’amende ou d’une de ces peines. Des mesures de police, telles que l’internement dans un camp de Juifs, pourront s’ajouter ou être substituées à ces peines. 
Joseph Joffo se rapproche de cette date : « Un jour de mai 1942, Maman a cousu côté cœur, sur nos tabliers noirs, cette étoile jaune » (chapitre 16).

### Occupation de la zone libre
Les 10 et 11 novembre 1942, les Allemands et les Italiens envahissent la zone libre. Ce fait n'est pas mentionné dans le récit, alors que le débarquement des Alliés dans les territoires français d'Afrique du Nord le 8 novembre 1942 est cité. Le narrateur raconte se trouver avec ses parents et ses frères à Nice depuis la fin du printemps 1942 dans une ville occupée par les Italiens dès leur arrivée (chapitre VII). Si depuis 1940, la ville de Menton est annexée par les Italiens (comme le note l'auteur : « Les grands palaces, le sanatorium étaient occupés par l'état-major italien et un minimum de troupes qui menaient là une vie de farniente », chapitre VII) , Nice est occupée par les Italiens seulement à partir du 11 novembre 1942.

### Conséquences sur le récit
Les deux frères ne seraient donc pas partis de Paris en hiver mais en mai ou juin 1942. À leur arrivée à Menton quelques jours plus tard, ils se baignent d'ailleurs dans la mer mais ce n'est pas encore les vacances pour les écoliers (chapitre VI).
Ils restent « quatre mois à Menton ». Il en découle un décalage dans le récit : le narrateur et ses frères passant tout l'été 1942 à Menton et non à Nice comme dit dans le récit ; l'arrivée à Nice aurait donc eu lieu ensuite (en novembre ?).
Les souvenirs de Menton et de Nice auraient donc été mélangés comme on le remarque avec l'évocation des faits historiques dans le chapitre VII (Nice), dans cet ordre :
- La chute de Stalingrad (2 février 1943)
- La libération de Rostov-sur-le-Don (14 février 1943)
- La reprise de Kharkov (6 février 1943)
- La seconde bataille d'El Alamein (octobre et novembre 1942)
- Le débarquement en Sicile (2 juillet 1943)

### La libération
La date de la libération de Rumilly où se trouve le narrateur n'est pas le 8 juillet 1944 mais le 19 août 1944 après l'opération Dragoon. Cela ne change pas l'ordre du récit car Joseph attend la libération de Paris effective le 25 août 1944 pour quitter Rumilly.

## Commentaires sur le livre
Le livre, dans sa première version, a été proposé à plusieurs maisons d'édition réputées qui l'ont refusé. Jean-Claude Lattès, éditeur débutant à l'époque, accepte le livre et conseille à Joffo de se faire aider pour améliorer la qualité littéraire. Il se fait alors aider par Claude Klotz, connu sous le nom d'auteur de Patrick Cauvin, et le remercie en ces termes au début du livre : « Je tiens à remercier mon ami l'écrivain Claude Klotz, qui a bien voulu relire mon manuscrit et le corriger de sa main si sûre. »
Le succès du livre est fulgurant et il devient un best-seller en France pour l'année 1973.
Joseph Joffo raconte avec truculence ces années de guerre dans une grande partie du livre. Le livre pointe avec un regard d'enfant l'absurdité d'une situation où deux enfants innocents doivent fuir et se cacher pour survivre. D'absurdité, il est aussi question lorsque la famille Joffo se retrouve en 1943 en sécurité à Nice occupée par les Italiens, alliés des nazis mais ne réalisant pas la persécution des Juifs dans leur zone d'occupation.
Le comble de la folie nazie est atteint lorsque la Gestapo niçoise s'acharne à déterminer si les deux garçons sont juifs pendant des semaines alors que l'armée allemande enchaîne les défaites.
Joseph Joffo a écrit en 1977 la suite de son histoire dans Baby-foot et le prologue d’Un sac de billes en 1997 sous le titre Agates et calots.

## Éditions
- Joseph Joffo, Un sac de billes, Éditions Jean-Claude Lattès, 1973.
- Joseph Joffo, Un sac de billes, Paris, LGF « Le Livre de Poche » no 5641, 1982, 379 p. (ISBN 2-253-02949-1).

## Adaptation
- 1975 : Un sac de billes, film français réalisé par Jacques Doillon.
- 2011-2012-2014 : Un sac de billes, adaptation en bande dessinée en trois tomes, par Kris et Vincent Bailly.
- 2017 : Un sac de billes, film français de Christian Duguay.